# إدوين فوربس
إدوين فوربس (بالإنجليزية: Edwin Forbes)‏ هو نقاش ‏ ورسام أمريكي، ولد في 1839 في نيويورك في الولايات المتحدة، وتوفي في 6 مارس 1895 في Flatbush ‏ في الولايات المتحدة.